# Nicholas Gonzalez
Nicholas Edward Gonzalez (San Antonio (Texas), 3 januari 1976) is een Amerikaans acteur en filmproducent.

## Biografie
Gonzalez werd geboren in San Antonio (Texas) bij Mexicaanse ouders. Hij heeft de high school doorlopen aan de Central Catholic High School in San Antonio en haalde in 1994 zijn diploma. Na zijn afstuderen ging hij studeren aan de Stanford-universiteit in Palo Alto (Californië) en haalde zijn bachelor in literatuur. Hierna ging hij studeren aan de universiteit van Oxford in Oxford (Engeland) waar hij voor twee jaar bleef en studeerde in Britse literatuur en poëzie. Na deze twee jaar ging hij studeren aan de universiteit van Dublin in Dublin (Ierland) waar hij zijn bachelor of arts haalde in Engels. Een professor spoorde hem aan om acteur te worden en in 1998 verhuisde hij naar Los Angeles voor zijn acteercarrière.

## Filmografie

### Films
Uitgezonderd korte films.
- 2022 Borrego - als deputy Jose Gomez
- 2021 Playing Cupid - als David Martinez
- 2020 Evil Takes Root - als Felix Fojas
- 2019 Christmas on the Range - als Clint McCree
- 2019 Beneath Us - als Homero Silva
- 2017 Pray for Rain - als Nico Reynoso
- 2016 Chalk It Up - als CIA ondervrager
- 2015 Sympathy, Said the Shark - als Ortega
- 2014 The Purge: Anarchy - als Carlos
- 2013 Christmas Belle - als Hunter Lowell
- 2013 The Returned – als Connor Cuesta
- 2013 Water & Power – als Power
- 2012 Left to Die – als Alex
- 2011 We Have Your Husband – als Raul
- 2011 S.W.A.T.: Firefight – als Justin Kellogg
- 2010 After the Fall – als Eugene Gibbs
- 2009 Falling Awake – als Eddie
- 2009 Down for Life – als Guttierez
- 2008 Bohica – als Rivera
- 2007 Rockaway – als Trane
- 2006 Splinter – rechercheur Diaz
- 2006 Sea of Dreams – als Sebastian
- 2006 Behind Enemy Lines II: Axis of Evil – als Robert James
- 2005 Dirty – als Rodriquez
- 2005 Venice Underground – als Jack
- 2004 Anacondas: The Hunt for the Blood Orchid – als dr. Ben Douglas
- 2004 Class Actions – als ??
- 2003 The Edge – als ??
- 2002 Spun – als Angel
- 2001 Marco Polo: Return to Xanadu – als jonge Marco (stem)
- 2001 Scenes of the Crime – als Marty
- 2000 The Princess & The Barrio Boy – als Sol Torres
- 1999 My Little Assassin – als Andre Castro

### Televisieseries
Uitgezonderd eenmalige gastrollen.
- 2021 - 2024 La Brea - als Levi Delgado - 22 afl.
- 2020 - 2021 Duncanville - als Shane - 2 afl.
- 2017 - 2020 The Good Doctor - als dr. Neil Melendez - 58 afl.
- 2019 Undone - als Tomas - 2 afl.
- 2017 - 2019 Being Mary Jane - als Orlando Lagos - 12 afl.
- 2017 - 2018 How to Get Away with Murder - als Dominick - 5 afl.
- 2017 Narcos - als agent Lopez - 2 afl.
- 2016 - 2017 Pretty Little Liars - als rechercheur Marco Furey - 12 afl.
- 2017 Bosch - als rechercheur Ignacio Ferras - 2 afl.
- 2015 - 2016 The Flash - als Dante Ramon - 3 afl.
- 2016 Frequency - als Ted Cardenas - 3 afl.
- 2016 Bordertown - als Ernesto Gonzalez / J.C / Pablo Barracuda - 13 afl.
- 2014 - 2015 Jane the Virgin - als Marco Esquivel - 3 afl.
- 2013 - 2014 Sleepy Hollow - als rechercheur Luke Morales - 6 afl.
- 2012 – 2013 Underemployed – als Keith Powers – 4 afl.
- 2011 Two and a Half Men – als meesterbakker – 2 afl.
- 2011 Off the Map – als Mateo – 9 afl.
- 2009 Melrose Place – als rechercheur James Rodriquez – 8 afl.
- 2009 Mental – als Arturo Suarez – 13 afl.
- 2006 Close to Home – als rechercheur Jonathan Ortiz – 2 afl.
- 2004 – 2005 Law & Order: Special Victims Unit – als rechercheur Mike Sandoval – 2 afl.
- 2004 – 2005 The O.C. – als D.J. – 6 afl.
- 2004 American Family – als Young Conrado – 13 afl.
- 2000 – 2002 Resurrection Blvd. – als Alex Santiago – 53 afl.
- 1999 Undressed – als Andy – 6 afl.

### Computerspellen
- 2015 Battlefield Hardline - als Nicholas "Mendoza" Mendoza

### Filmproducent
- 2019 Christmas on the Range - film
- 2009 Columbia Ave. - korte film
- 2006 Fool Me Once - korte film

- Bibliothèque nationale de France: cb15525322g (data)
- Gemeinsame Normdatei: 1232678945
- International Standard Name Identifier: 0000 0001 1441 0201
- Library of Congress Control Number: nr2003011783
- Système universitaire de documentation: 234078049
- Virtual International Authority File: 32305121
- WorldCat: E39PBJtxm8JJbMFrPvv9G48grq